# 84-86
84-86 è un album di raccolta del gruppo musicale tedesco KMFDM, pubblicato nel 2004.

## Tracce

### Disco 1
1. Get It – 3:07
2. Disgusting Discovery – 4:12
3. Preisraetsel – 3:28
4. Don't Get Your – 5:48
5. Attention – 2:41
6. Moon – 2:26
7. Add – 4:51
8. #1 (Ichiban) – 2:46
9. TV-TV – 2:20
10. Too Much – 1:37
11. East German American Killed – 3:13
12. Fleisch Sehen – 3:11
13. I Can Absolutely Not – 4:02
14. Bewitched – 2:02
15. Indo – 3:31
16. Turn – 2:53

### Disco 2
1. Laminated Love – 2:39
2. To Sascha – 4:21
3. O.T. – 1:53
4. Links In Die Ecke – 5:28
5. Bad Turn – 12:25
6. Very Bad Boys – 2:57
7. TV-TV (Kopfschmerz variante) – 2:25
8. Preisraetsel (Wuerstchen Mix) – 4:03
9. Schnell Raus – kartoffein – 2:10
10. Big Shit (Live@klecks, HH October 1985) – 4:38
11. Liquid Pigs Under Pressure (Live @schwarzer Saal, Hannover May 1984) – 3:07